# Moehringia markgrafii
Moehringia markgrafii är en nejlikväxtart som beskrevs av Hermann Merxmüller och Guterm. Moehringia markgrafii ingår i släktet skogsnarvar, och familjen nejlikväxter. Inga underarter finns listade i Catalogue of Life.